# エスパノーラ (オンタリオ州)
エスパノーラ（英: Espanola）は、カナダのオンタリオ州北部に位置し、サドバリー地区の行政府が置かれている。サドバリーから西に70 kmほどの場所にある。

## 歴史
20世紀初期、この土地にパルプ・製紙工場を開いたスパニッシュリバー・パルプ・ペイパー会社が雇用者の町として設立したことに始まる。企業城下町として町は急速に拡張され、ホテル、学校、劇場などが作られた。
1930年、世界恐慌の影響で製紙工場が閉鎖され、第二次世界大戦でドイツ人捕虜収容所がこの地にできるまでは廃墟となっていた。1946年に製紙工場は再開され、いくつかの会社に受け継がれながら現在も運営されている。

### 町の名の由来
「エスパノーラ」の名は18世紀の中頃、オジブワ族が襲撃部隊を南方遠くに送り、スペイン語を話す女性を連れて帰った逸話に基づく。この女性は川の河口近くに住む先住民と結婚し、子どもにスペイン語を教えた。その後、フランス人交易者や探検家クーリュール・デ・ボワ達が入植して来た際、先住民が断片的にスペイン語を話すのを聞いて「エスパニョール」（"Espagnole"）と名付けた。そして、後に英語化され「エスパノーラ」（"Espanola"）となり、川はスパニッシュ川 (Spanish River) と命名された。